# Re:birth colony -Lost azurite-
『Re:birth colony -Lost azurite-』（リバースコロニー ロストアズライト）は、2012年9月28日にあっぷりけより発売された18禁のパソコンゲーム（アダルトゲーム）ソフトである。2009年12月17日に姉妹ブランド・あっぷりけ -妹-より発売された『フェイクアズール・アーコロジー』とは別のアーコロジーの続編にあたる。

## ストーリー
5つの隕石の落下による大災害・五大流星雨 （5thスターレイン）により、人類は地下や海底、または地表に建造された“アーコロジー” に籠らざるをえなくなった。500年以上の間、人類は次第に外の世界への興味を失い、アーコロジーの中で完結してしまうようになった。
かつて国際中立研究機関として作られた人工島だったアーコロジー・アクアリウスは、住民間の貧富の格差が拡大し、中央部に富める者が住み、貧しい者はその外周に住んでいた。
外周区に住む青年・竜胆蒼司は、かつて姿を消したはずの恩師・アズライトと同じ名前を持つ少女と出会った。

## 登場人物
竜胆 蒼司（りんどう そうじ）
本作の主人公。元孤児。孤児院から瑠璃と同時期に藍理に引き取られ、犯罪結社ゲンチアナに所属する。以後ハッカーとなり、またゲンチアナに弱みを握られた貴族ケーラム家の養子となって、ソウジ・ケーラムという身分を得る。犯罪組織ゲンチアナのハッカーと、貴族の養子にして学生という２つの立場を持ち、未だに『力』を求め続ける青年。
アズライト
声 - 小鳥居夕花
本作のメインヒロイン。記録に無い区画でコールドスリープしていた少女。自我が薄く、まるで子供のような素直さを持って居る。その姿と名前は、過去に蒼司と瑠璃を救った女性と同じものだが本人は記憶が無い為に関係は不明。ただ、やはりその女性と同じように、まるで魔法のように機械に作用する不思議な力を持って居る。素性の分からない彼女は、蒼司達の保護を受け生活をする事になる。
セルリア・セレスタイト
声 - 乃嶋架菜
アクアリウス内で最大の権力を持つ貴族・セレスタイト家の一人娘。テロで両親を失っている。自分の立場を理解したうえで奔放に動き回る、いたって気さくかつルールに縛られない性格。そういった態度から甘い世間知らずだと思われがちだが、そう思われていることも含めてセルリアはその態度をとっている。権力に苦手意識があり、その反動もあってかなりの実力主義者。家柄や立場よりも個を判断材料にするタイプ。ある一件で出会った蒼司とアズライトに興味を持ち、また自身の事情からも彼らに近づいて行く。
竜胆 瑠璃 （りんどう るり）
声 - 海原エレナ
主人公・蒼司と同じ孤児院で育っていた義理の姉。その孤児院がとある事件で閉鎖された後に後援者を得て、歌手・桔梗ルリとして成功する。経緯は違うが、蒼司と同じ義理の親に引き取られたため現在は同じ竜胆姓を持っているが、後ろ暗いものなので公の場では使用していない。蒼司とは現在、立場が大きく違うためお互い無関係を装っているが、瑠璃はそれに納得していない。
ノイエブラウ・T・ミラー
声 - 桃井いちご
アーコロジー・ステルングローブ より訪れた使者。アクアリウスのニンジャと互角の身体能力と、高い電脳技術を併せ持つスペシャリスト。他のアーコロジーとの外交実績もあるらしく、また高名な博士を母に持ちステルングローブの中でも高い技術を保有している。
竜胆 藍理 (りんどう あいり)
声 - 芹園みや
主人公と瑠璃を引き取った義母。しかしその見た目はアズライトと同年代かそれ以下にしか見えず、人目がある所では蒼司を 「おにいちゃん」 と呼ぶ。表向きの立場は高級娼館 『鈴華』 の小間使いなのだが、その実態は外周区で一番大きな犯罪結社である 『ゲンチアナ』 の首領 “今代・蘭玉”。
シアン
声 - かわしまりの
セレスタイト家に仕え続けているニンジャの一族で、現在は一人娘であるセルリアの護衛兼教育係を務めている。 至って冷静で、また忠義心に厚く、セルリアをよく支えているお姉さん。また自由奔放なセルリアを諌めるストッパーとしての一面も持っている。
女王ラピスラズリ
声 - 鈴音華月
アーコロジー・アクアリウスを制御統制するシステム、ラピスラズリ・タイプのインターフェイスである人工知能。合理的な解決を目指すことを第一としており、大を生かすために小を切り捨てることも厭わない。稼動開始から約五百年間という勤続疲労のためか最近は女王の「不調」が囁かれている。
ベレンス・セレスタイト
声 - カマンベール十円堂
セルリアの祖父にして、アクアリウスを運営する “議会” の議長を務める人間側の最高権力者。名門貴族・セレスタイトの現当主であり、その行動力と実行力で己の地位を築いた実力主義者。一度は家名を譲り引退するも、息子夫婦がテロに遭い死亡。 女王からの要請もあり、政治の世界に舞い戻った。
アービノス・サフィロス
声 - ますおかゆうじ
騎士団 （公安） に強い影響力を持つ貴族・サフィロス家の男子。サフィロス家は古くよりセレスタイト家と親交があり、テロにより当時の当主夫婦が亡くなった後もベレンスを助け支えてきた一族。アービノスはベレンス個人の手伝いをしているが、近い将来騎士団で要職に就くことが確定している身。
ケーラム子爵
声 - 来栖川ユウ
蒼司を引き取ったケーラム家の当主。風俗街に頻繁に出入りするなど筋金入りの遊び人としても知られ、それが原因であわや爵位の剥奪にまで及んだこともあった。ゲンチアナに少なからず弱みを握られており、その為に蒼司を養子として引き取った。
海（うみ）
声 - 水純なな歩
織絵（おりえ）
声 - 杉原茉莉
ルビン コーネ
声 - はかせ
ジェレ メジェバイト
声:水瀬ありさ

## スタッフ
- プロデューサー-憲yuki
- 原画 - 浅海朝美  SD原画 - れとまクロ
- シナリオ - 森崎亮人
- BGM - Miyaji

## 主題歌
- 主題歌「Fractale Sequence」
  - 作詞・作曲・編曲：wight / 歌：霜月はるか
- 挿入歌「プレゼンシア -存在-」
  - 作詞：wight / 作曲・編曲：barbarian on the groove / 歌：桔梗ルリ（海原エレナ）
- エンディングテーマ「眠れる明日へ」
  - 作詞：wight / 作曲：wight・mo2 / 編曲：mo2、歌：真理絵